# Giuseppe Terragni
Giuseppe Terragni (* 18. April 1904 in Meda, Italien; † 19. Juli 1943 in Como, Italien) war ein italienischer Architekt und zählt zu den bedeutendsten Vertretern des italienischen Rationalismus.

## Biografie

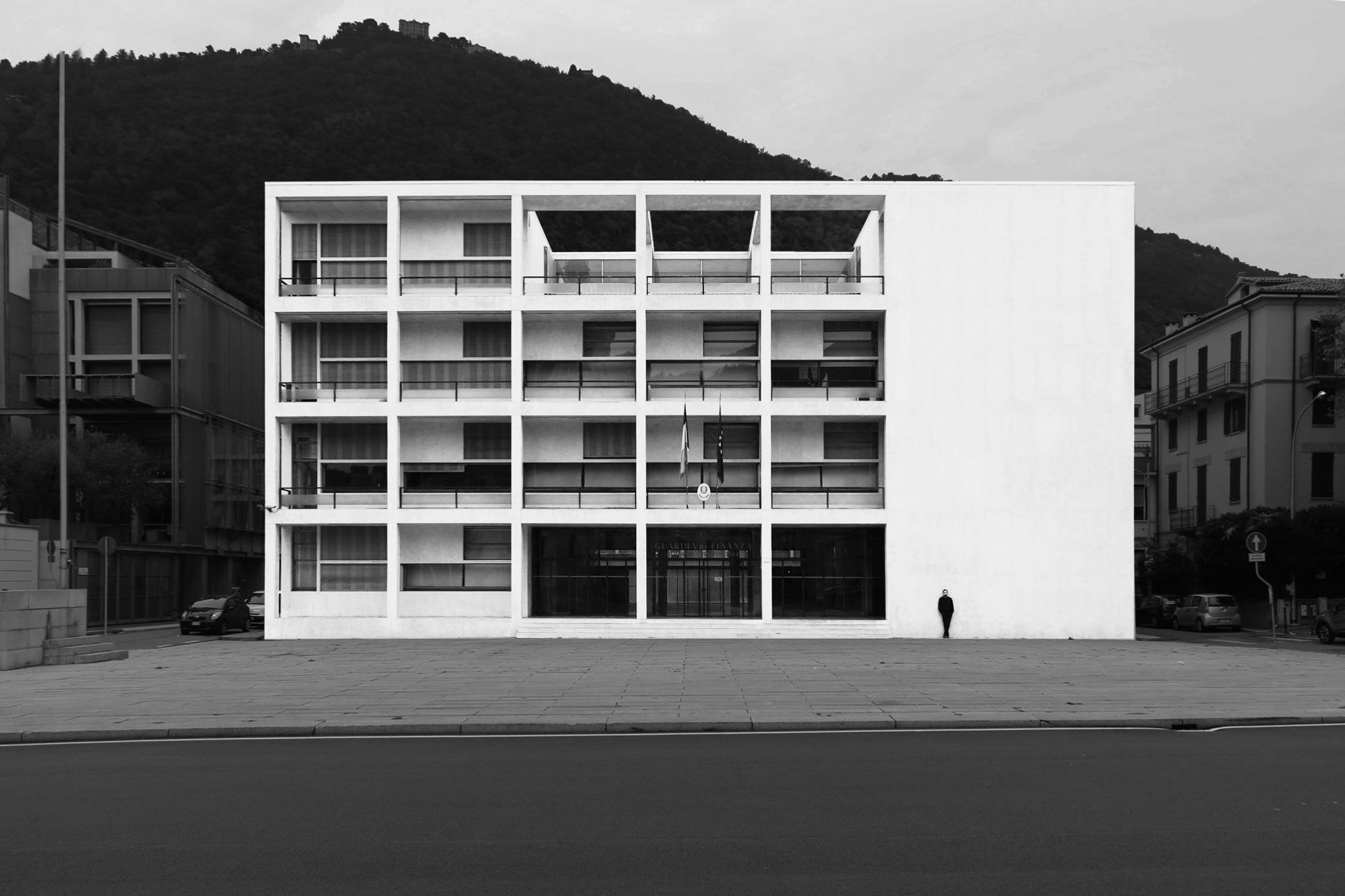
Ehemalige Casa del Fascio in Como

Giuseppe Ercole Enea Terragni wurde als jüngster von vier Söhnen des in Meda tätigen Bauunternehmers Michele Terragni geboren. 1909 zog die Familie Terragni nach Como in die via Indipendenza. Ab 1917 besuchte Giuseppe Terragni das Istituto Tecnico Cajo Plinio Secondo in Como. Danach studierte er von 1921 bis 1926 Architektur am Mailänder Polytechnikum, wo er im Oktober 1926 diplomierte.
Zusammen mit sechs weiteren Hochschulabsolventen des Politecnico di Milano – Luigi Figini, Guido Frette, Sebastiano Larco, Adalberto Libera, Gino Pollini, Carlo Enrico Rava – gründete er 1926/27 unter dem Namen Gruppo 7 die Architektur-Bewegung der Architettura Razionale. Das Manifest des italienischen Rationalismus (Razionalismo), die sogenannten 4 note, wurden von der Gruppo 7 unter dem Titel „Architektur und eine neue Epoche der Klassik“ in der Zeitschrift La Rassegna Italiana zwischen Dezember 1926 und Mai 1927 veröffentlicht.
Nach seinem Architekturdiplom gründete Giuseppe 1927 mit seinem Bruder Attilio Terragni ein Architekturbüro im elterlichen Wohnhaus in Como. Dieses Büro wurde bis 1939 geführt. Bei der ersten Ausstellung der Architettura Razionale 1928 in Rom war Terragni mit seinem Entwurf für ein Gaswerk in Como (1927) vertreten. 1932 begann seine Zusammenarbeit mit dem Mailänder Architekten Piero Lingeri, mit dem er 1936 die Casa Rustici in Mailand realisierte.

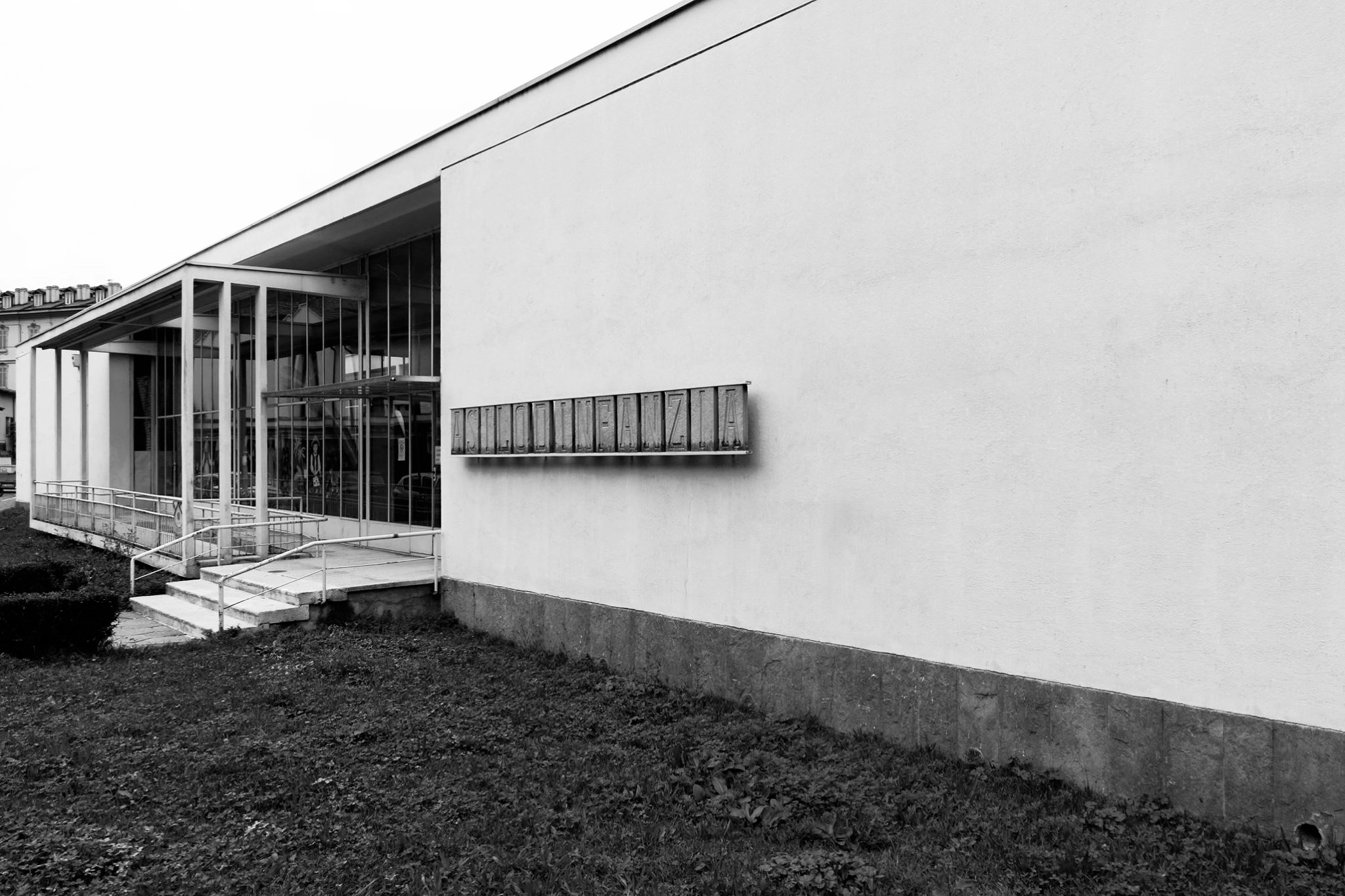
Giuseppe Terragni: Kindergarten Sant’Elia in Como

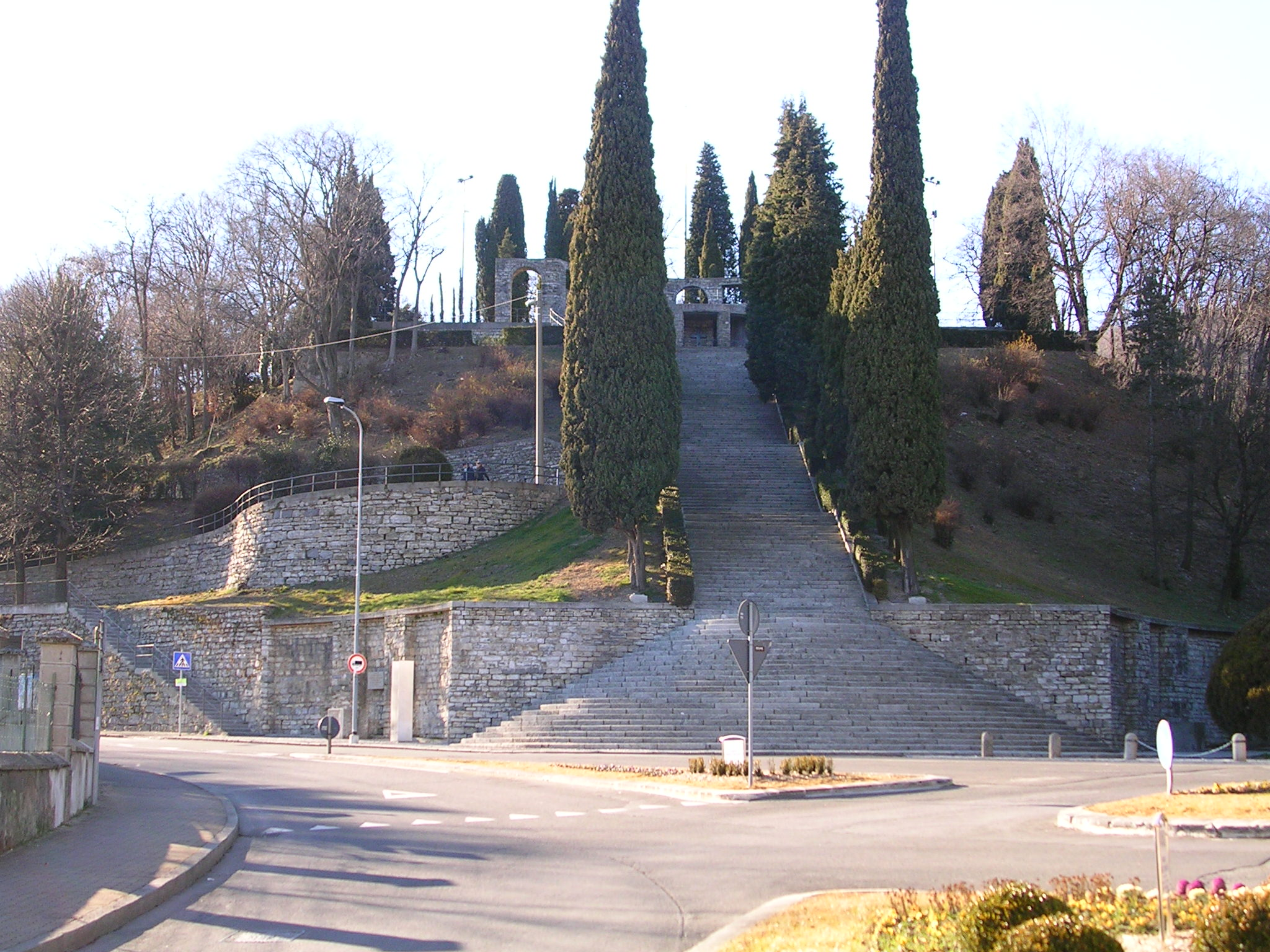
Gefallenendenkmal in Erba

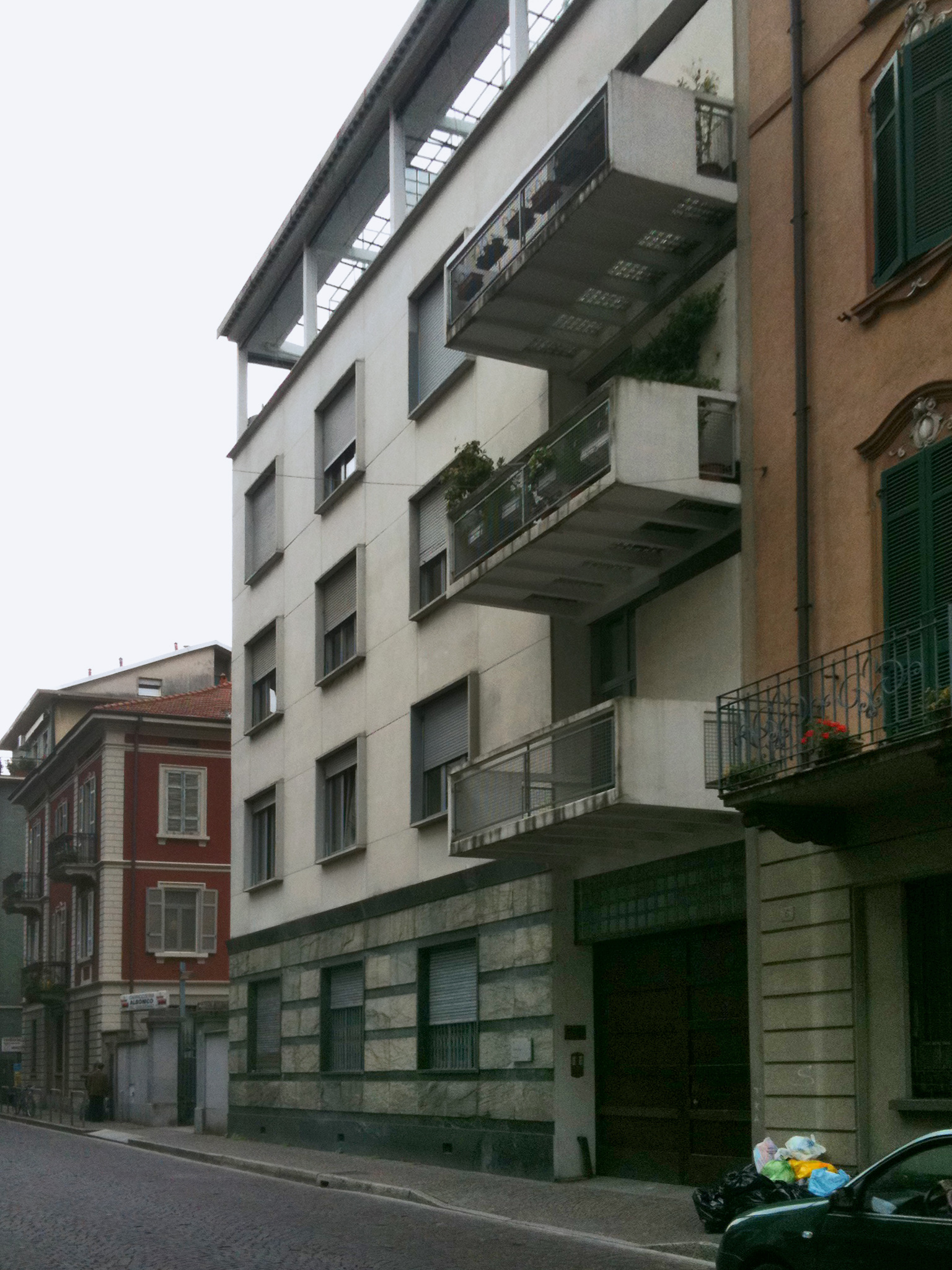
Casa Pedraglio in Como

Terragni ist einer der wichtigsten Wegbereiter der architektonischen Moderne in Italien. Für Bruno Zevi stellt das Werk Terragnis den Ankerpunkt einer organischen und innerlich demokratischen Architektur dar, für die es ansonsten in Italien kaum Ansatzpunkte gibt. Zu den wesentlichen Gestaltungselementen seiner Architektur zählte die strikte Ablehnung des Historismus sowie die Reduktion auf elementare geometrische Grundformen. Neben der Orientierung an den Leitbildern der klassischen Moderne wurden durch die romanità und mediterraneità bewusst auch nationale Bautraditionen zum Vorbild. Gerade die Verwendung von Marmor oder auch die Dreidimensionalität der Fassade zählen für die Architettura Razionale zu den nationalen Prägungen. Schon 1925 war Terragni nach Florenz und Rom gereist, um dort die Architektur der Antike und Renaissance zu studieren. Er zeigte sich fasziniert von den kristallklaren geometrischen Körpern, deren Formenreichtum auf wenigen Typen basiert. Für das genaue Studium der Architektur der Moderne unternahm er 1927 (Oktober/November) und 1931 (November) Reisen nach Deutschland.
Seinem Selbstverständnis zufolge betrachtete Terragni seine Architektur keinesfalls frei von historischen, vor allem klassizistischen Bezügen. Im Sinne ihrer abstrahierenden Momente bezog er sich bewusst auf die römische Antike, wie etwa die Qualität von Ordnung und Rhythmus in seinen Arbeiten zeigen. Terragnis Klassizismus beruht demnach auf einem absoluten Purismus mathematischer Beziehungen, der sich in klassischen Proportionen ausdrückt.
In seiner nur 13 Jahre währenden Schaffenszeit von 1926 bis 1939 errichtete er zahlreiche Gebäude, die konsequent vom Geist der Moderne getragen sind, darunter das Wohngebäude Novocomum mit seiner markanten, an Konstantin Stepanowitsch Melnikow erinnernden Ecklösung (1929), die Casa del Fascio (heute Casa del Popolo, 1936) mit ihrem rationalistischen Proportions- und Raumordnungssystem sowie den Kindergarten Sant’Elia (1937). Alle genannten Gebäude befinden sich in Terragnis Hauptschaffensort, dem norditalienischen Como.
Typisch für die Situation in Italien war, dass sich Terragni, wie fast alle anderen führenden italienischen Modernisten, offen zum Faschismus bekannte und seine rationalistische Architektur dem Regime als Staatsstil anzudienen versuchte. Erst nach 1935 gewannen in Italien neoklassizistische, monumentale Tendenzen der sogenannten Scuola Romana schrittweise die Oberhand. Terragni hatte sich davon bis zu seinem frühen Tod mit 39 Jahren allerdings nicht beeinflussen lassen. Am 19. Juli 1943 verstarb er in Como an den Folgen seines Einsatzes als Soldat an der deutsch-italienischen Front in Russland. Nach einer kurzen Zeit im russischen Feldlazarett wurde er im Januar 1943 nach Italien zurückgebracht und in Cesenatico in das Ospedale Militare eingeliefert. Trotz längerer Klinikaufenthalte konnte er sich jedoch nicht mehr erholen und erlitt eine Hirnvenenthrombose.
Vor allem für nachfolgende Architekten wie Aldo Rossi, Nicos Valsamakis aber auch Peter Eisenman war Giuseppe Terragni ein wichtiger Bezugspunkt.

## Bauten und Projekte (Auswahl)
- 1926–1927: Neugestaltung der Fassade des Hotels „Metropole-Suisse“ in Como
- 1926–1929: Wohngebäude „Novocomum“ in Como
- 1926–1932: Gefallenendenkmal in Erba Incino
- 1933: Villa für einen Künstler am Comer See, 5. Triennale in Mailand[5]
- 1932–1936: Casa del Fascio (Como)
- 1933–1936: Casa Rustici in Mailand
- 1936–1937: Kindergarten „Sant’Elia“ in Como
- 1936–1937: Villa Bianca in Seveso
- 1938–1940: (mit Pietro Lingeri) Projekt für das Danteum in Rom (nicht realisiert)
- 1939–1940: Wohngebäude „Giuliano Frigerio“ in Como